# Friends!
Singles de Nami Tamaki
Give Me Up
(2009) Moshimo Negai Ga
(2009)
Friends! est le 2e single de Nami Tamaki sous le label Universal Music Japan, et le 17e en tout, il est sorti le 29 juillet 2009 au Japon. Il atteint la 25e place du classement de l'Oricon, et reste classé pendant 3 semaines, pour un total de 4 946 exemplaires vendus. Il sort en format CD, CD+DVD type A et CD+DVD Type B.
Friends! a été utilisé comme campagne publicitaire pour Palty de DARIYA; et comme thème musical de l'émission NNN News REALTIME. Friends!, Negai Hoshi et Happy Forever se trouvent sur l'album STEP.

## Liste des titres
| 1. | Friends!                | Chihiro Close | Masaaki Asada | 3:46 |
| 2. | Mata ne (またね)        | Hi-Fi CAMP    | Hi-Fi CAMP    | 4:35 |
| 3. | Friends! (Instrumental) | Chihiro Close | Masaaki Asada | 3:44 |

| 1. | Friends!                | Chihiro Close | Masaaki Asada                 | 3:46 |
| 2. | Negai Hoshi (願い星)    | Maki Iwasa    | Susumu Kawai, Takashi Ikezawa | 5:26 |
| 3. | Friends! (Instrumental) | Chihiro Close | Masaaki Asada                 | 3:44 |

| 1. | Friends! |  |

| 1. | Friends!                | Chihiro Close | Masaaki Asada                | 3:46 |
| 2. | Happy Forever           | kenko-p       | Kazuya Fukuda, Hiroto Suzuki | 3:33 |
| 3. | Friends! (Instrumental) | Chihiro Close | Masaaki Asada                | 3:44 |

| 1. | Friends! (Dance Only Ver.) |  |
| 2. | Making of                  |  |